# Marienkapelle (Isny im Allgäu)

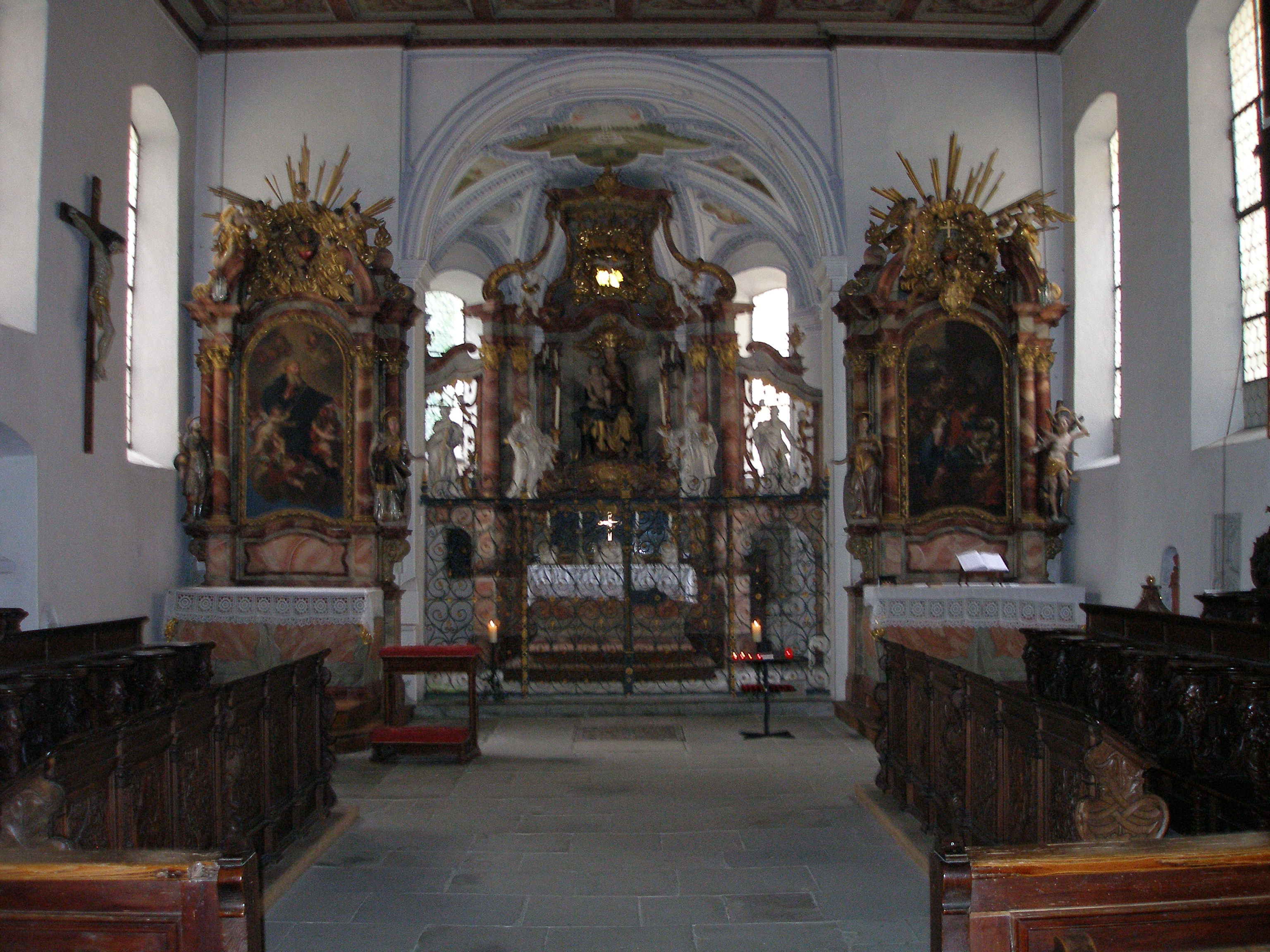
Blick zum Chor der Marienkapelle

Die Marienkapelle in der württembergischen Stadt Isny im Allgäu (Landkreis Ravensburg) war bis 1803 den Mönchen des Benediktinerklosters St. Georg vorbehalten. Nach der Säkularisation fiel das Kloster – von da ab als Schloss genutzt und umgebaut – samt der Marienkapelle dem Fürstenhaus Quadt zu, welches das Gotteshaus als Grablege nutzte. Die Kapelle mit ihrer Rokokoausstattung im Chor, mit den Abtbildern und dem alten Chorgestühl der Mönche ist gut erhalten. Sie ist zusammen mit den übrigen Gebäuden des Schlosses ein geschütztes Kulturdenkmal.

## Bauwerk
Vom Chorraum der Kirche St. Georg und Jakobus, die einst den Mönchen des ehemaligen Benediktinerklosters vorbehalten war, führt ein Seiteneingang rechts in die Marienkapelle. Nach dem Brand von 1631 wurde das Kleinod 1645 wiederhergestellt. Der Chor mit seinem hochgotischen Grundriss verweist auf die Bauzeit um 1390. Allerdings ist der barocke Marienaltar recht gut in diesen Polygonalchor eingefügt.
Die in Rechteckfelder eingeteilte Holzkassettendecke trägt eingelassene Leinwandölgemälde. Der Altar mit einer gotischen Maria mit Kind (15. Jahrhundert) zählt zu den reizvollsten Altären des späten Rokoko im schwäbischen Alpenvorland. Vollendet wurde er 1773 von Konrad Hegenauer.
Im Kapellenschiff befindet sich das ehemalige Chorgestühl der Mönche. 48 Ölgemälde an den Seitenwänden und auf der Empore erinnern an alle Äbte des Isnyer Klosters.

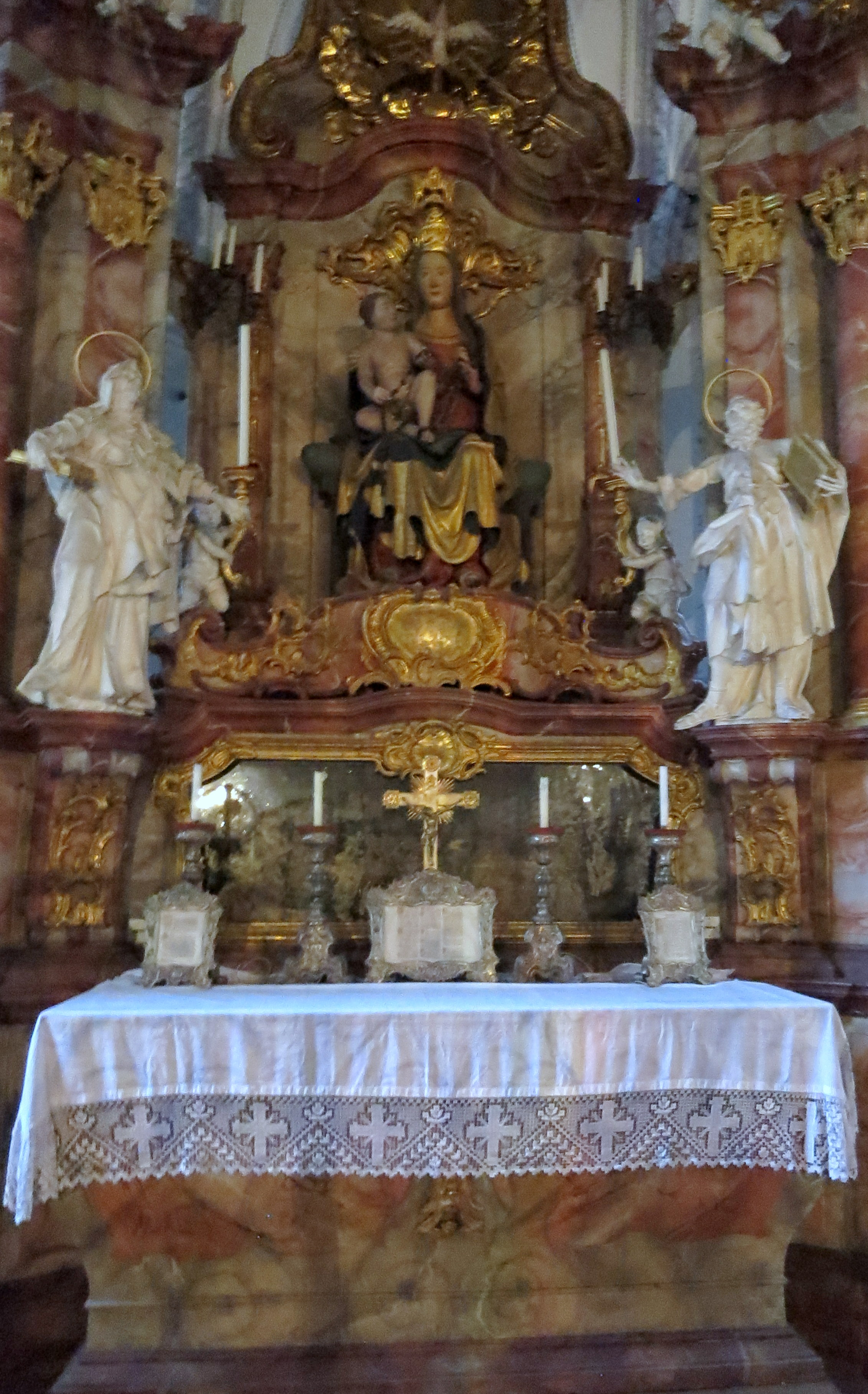
Das Marienbild des Hochaltars
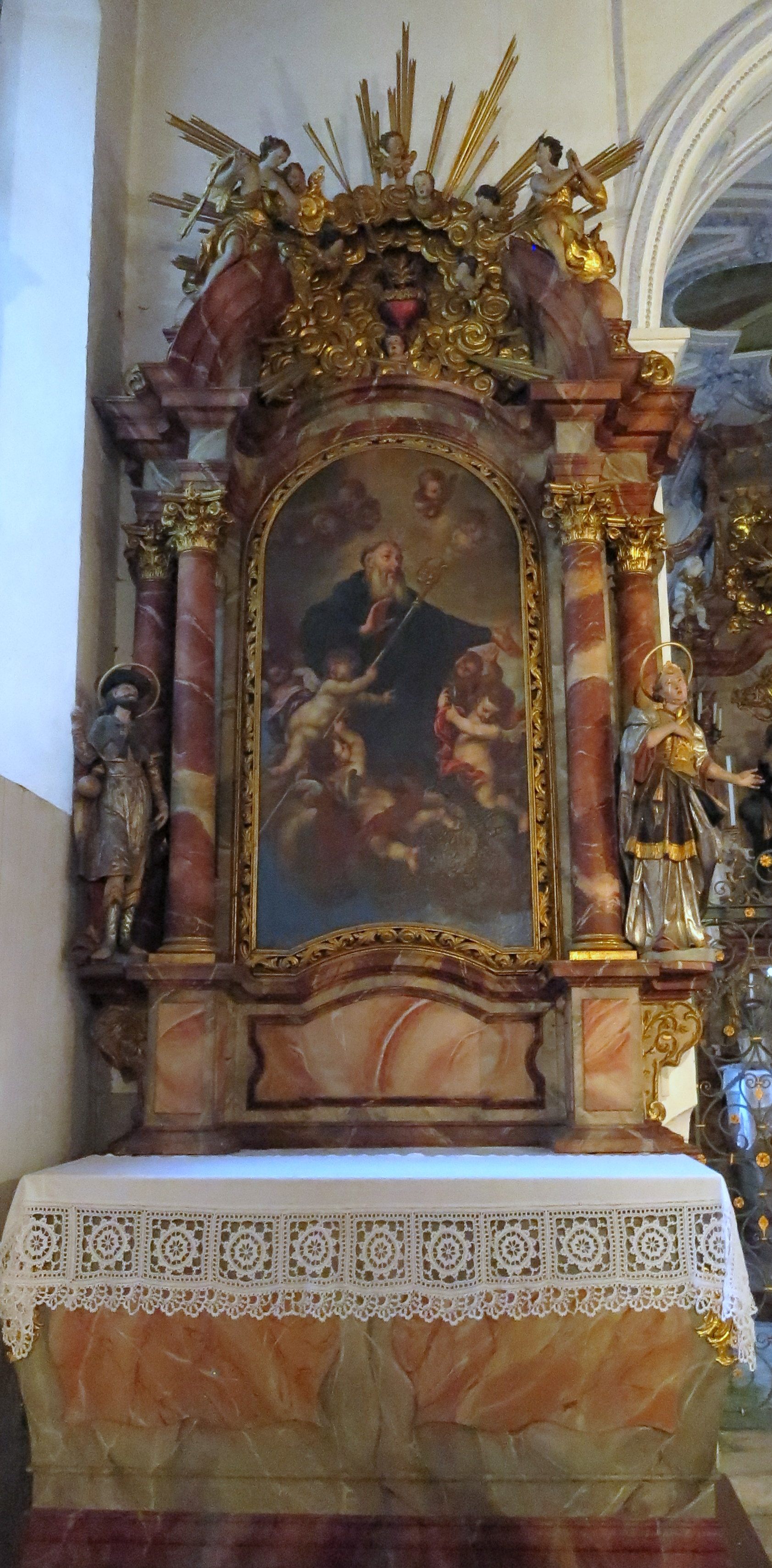
Linker Seitenaltar
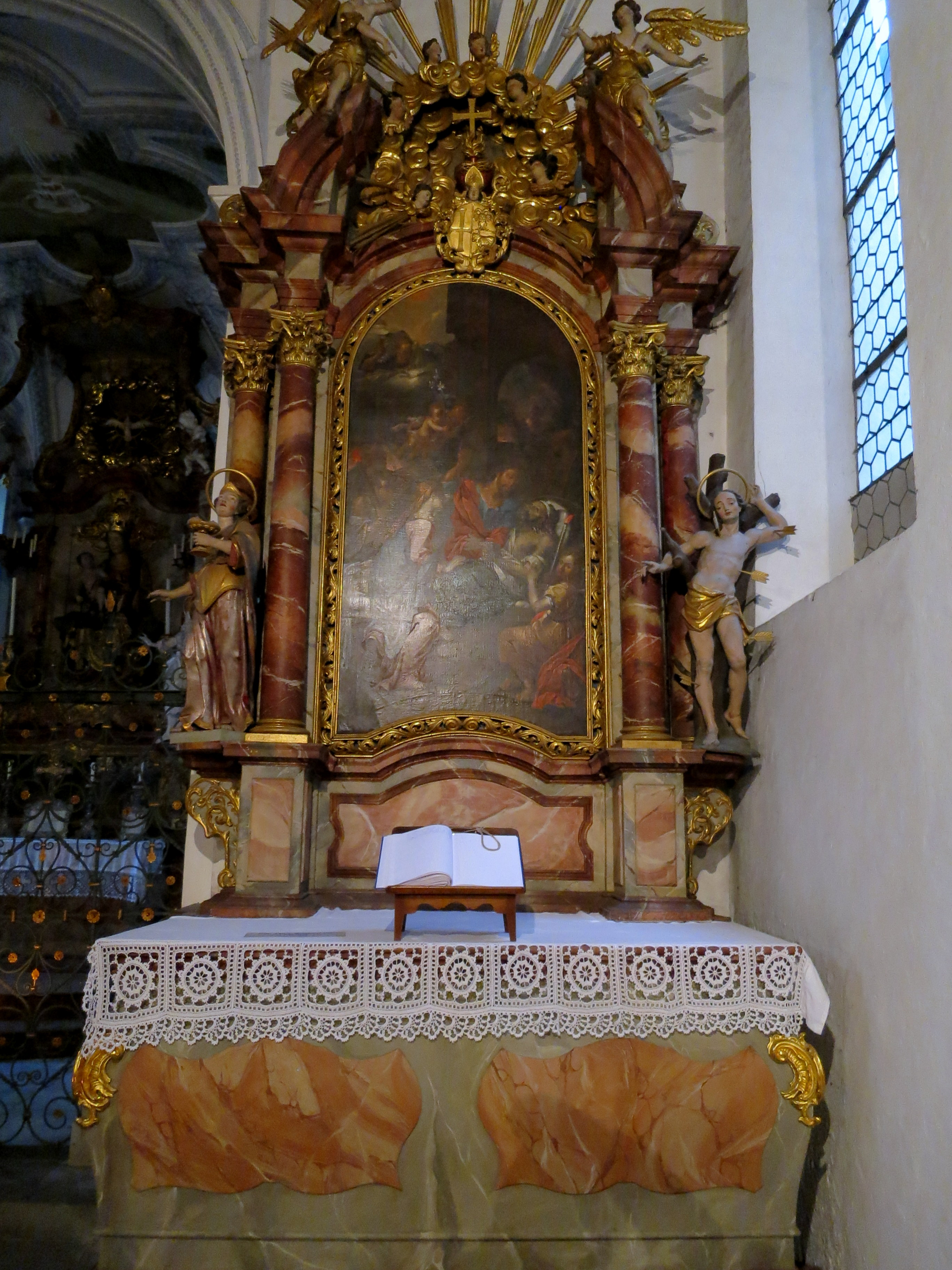
Rechter Seitenaltar
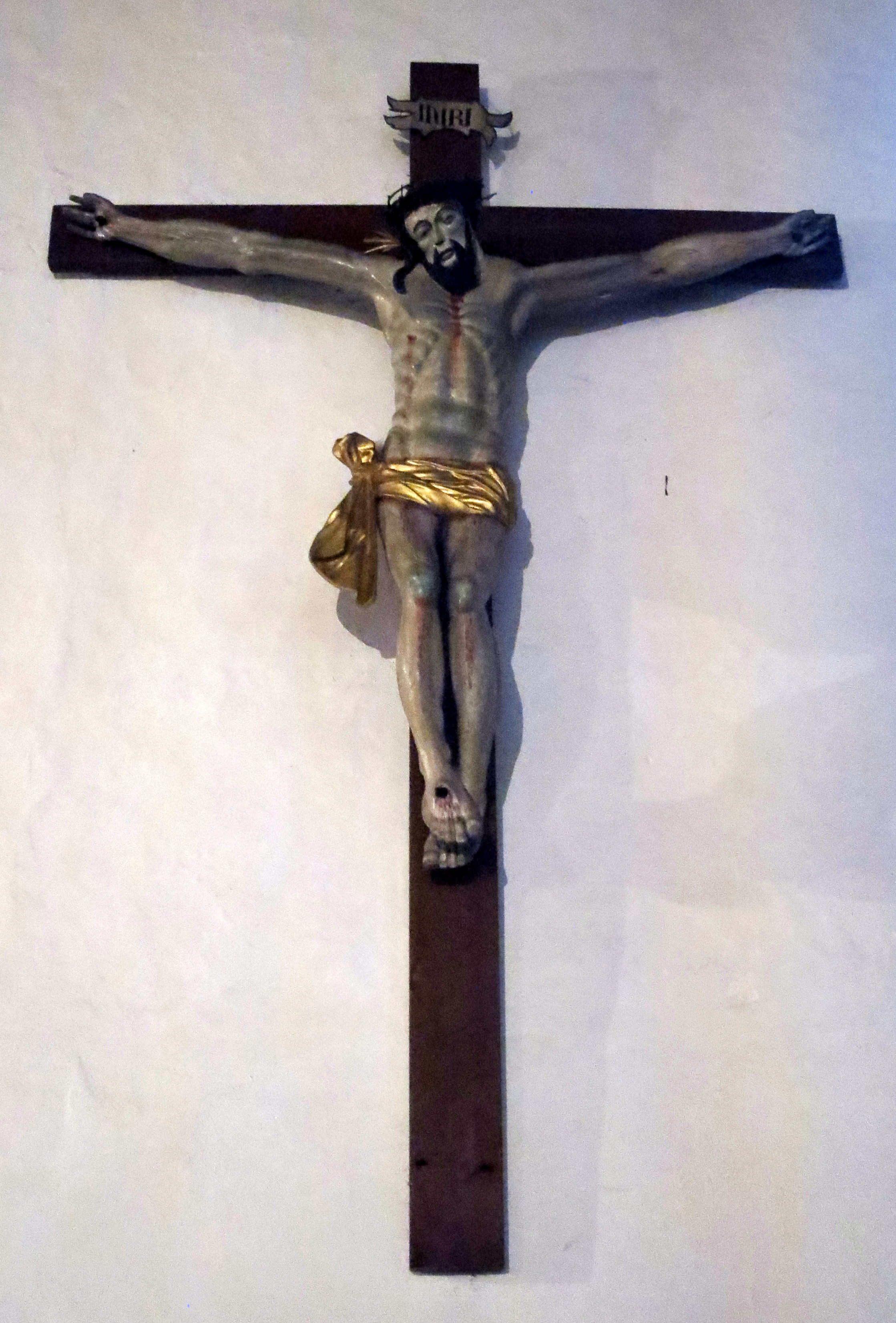
Kreuz an der Seitenwand
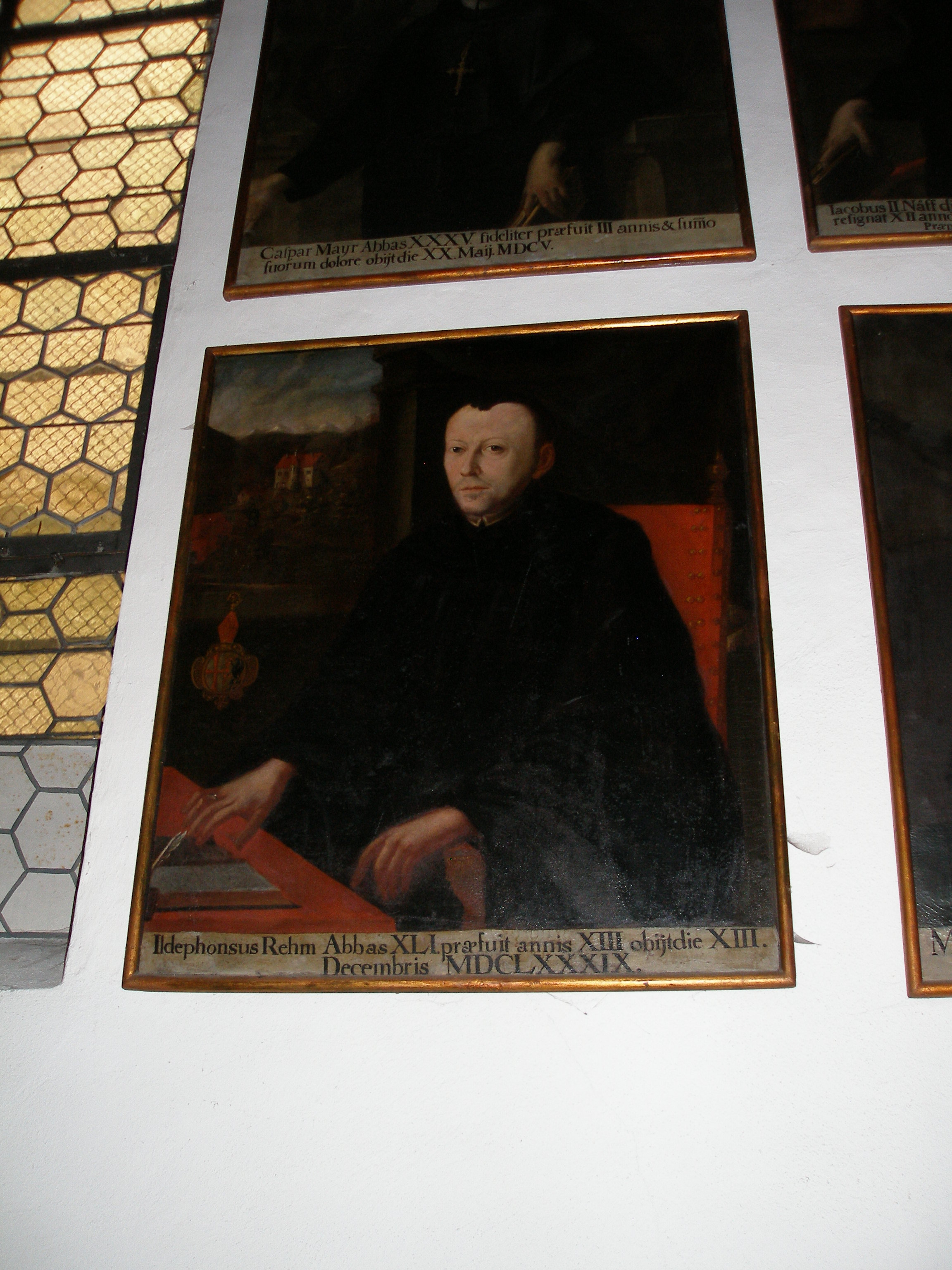
Bildnis des Abtes Ildephonsus Rehm
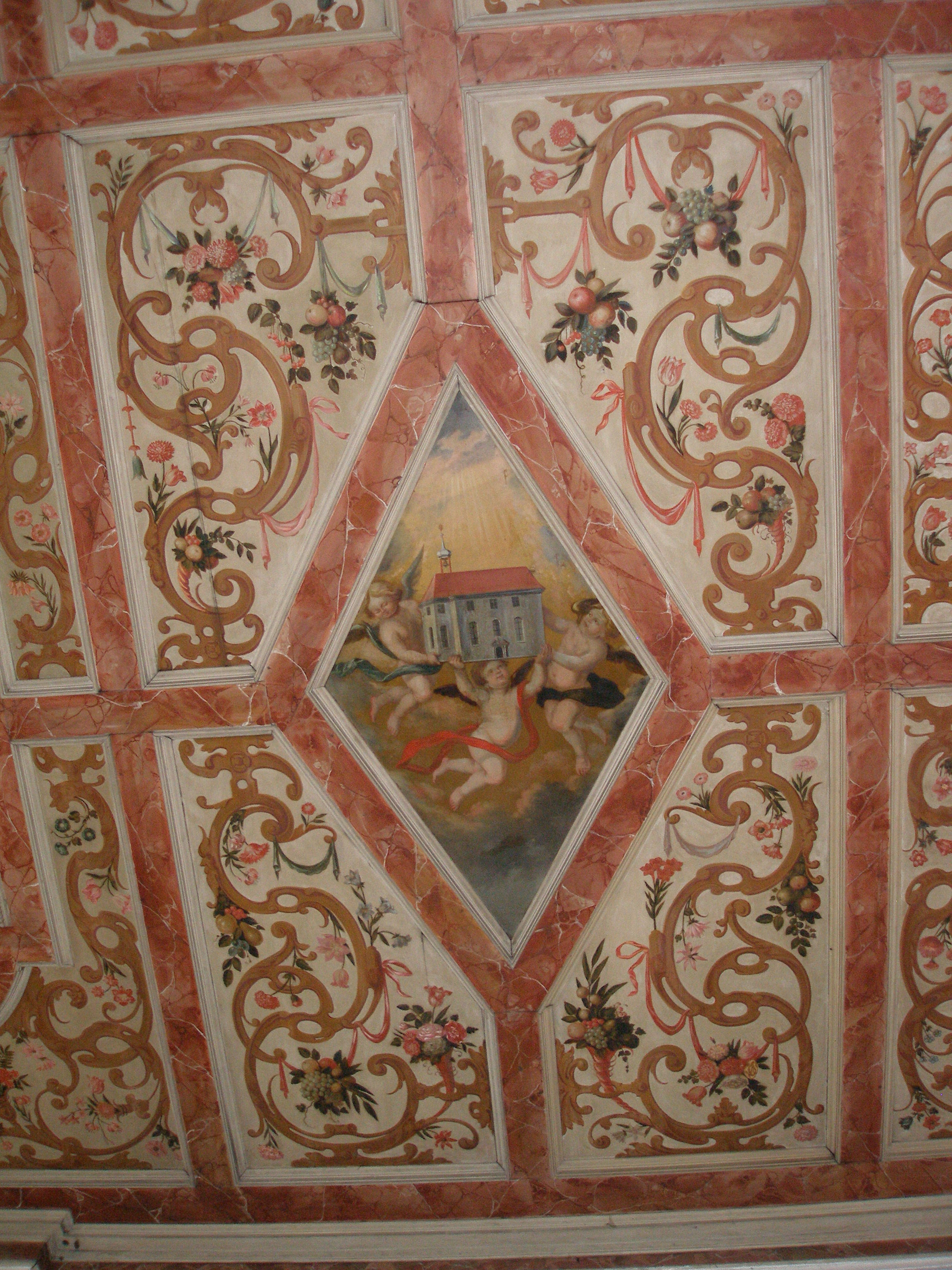
Detail der Kassettendecke
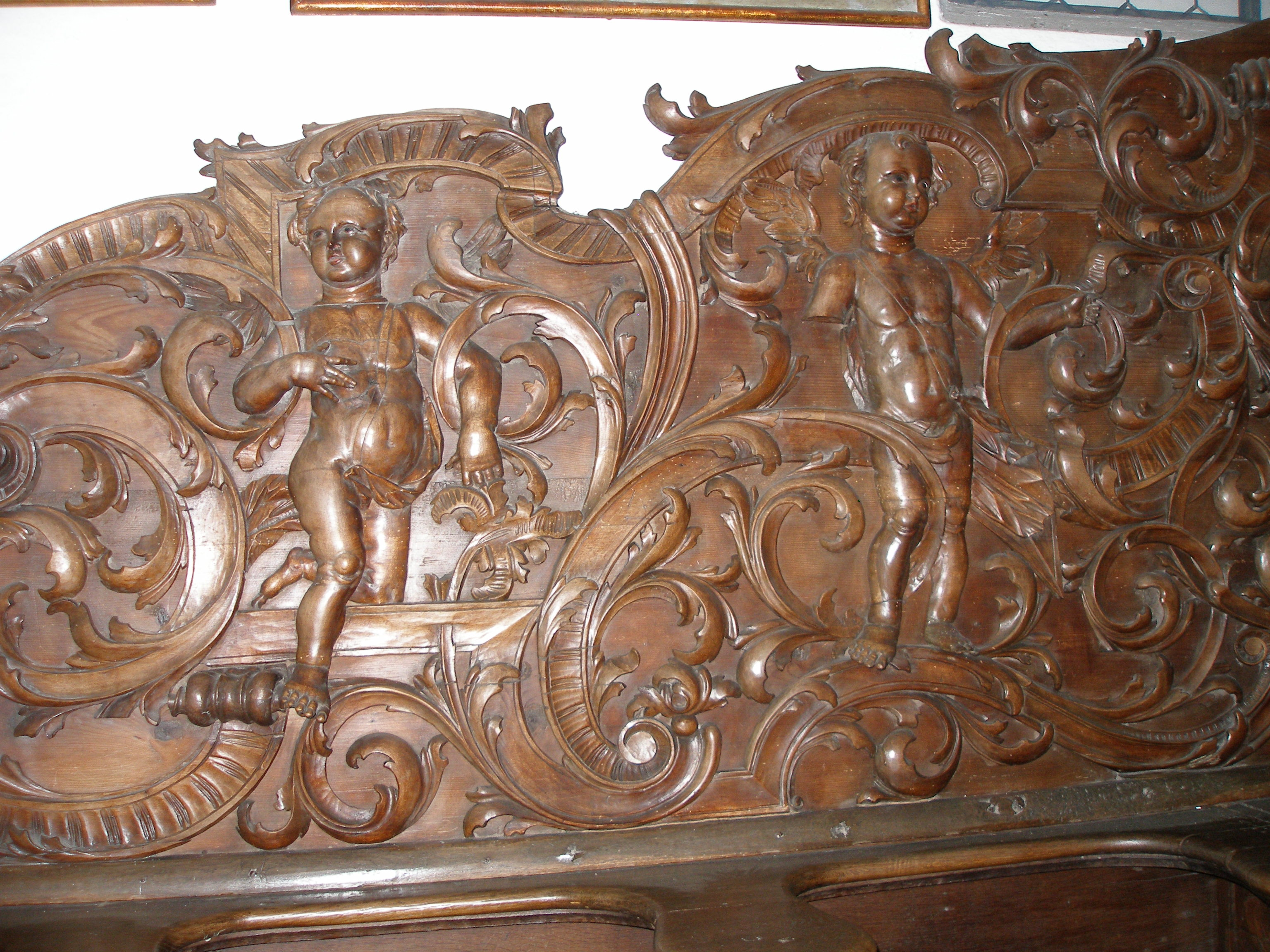
Detail des Chorgestühls
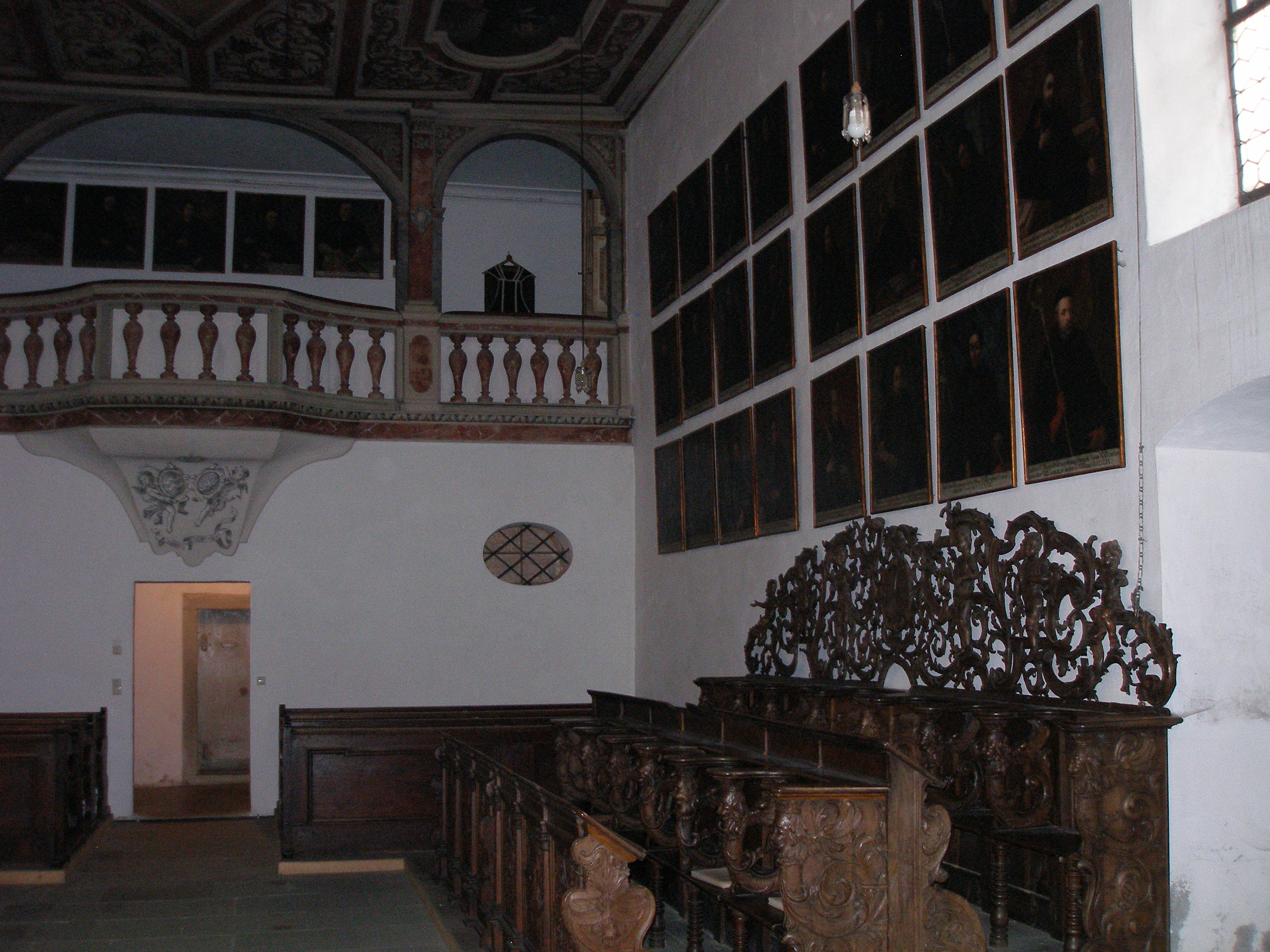
Äbtegalerie – 48 Bilder
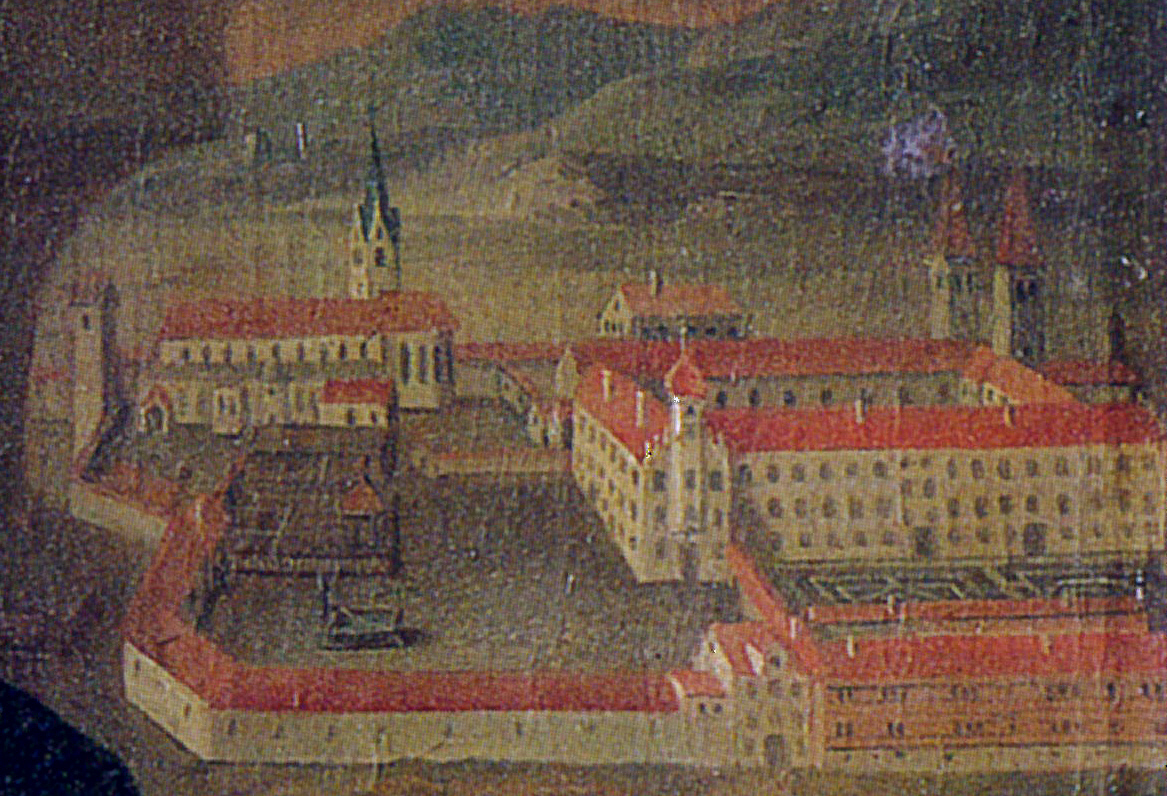
Detail aus einem Gemälde: Das Kloster

## Geschütztes Kulturdenkmal
Die Marienkapelle ist – im Zusammenhang mit den ehemaligen Klostergebäuden und jetzigen Schlossgebäuden – ein geschütztes Kulturdenkmal. Sie ein Teil einer Sachgesamtheit.
Im denkmalpflegerischen Werteplan für Isny im Allgäu wird diese Sachgesamtheit folgendermaßen beurteilt:
„Die überregional bedeutsame und stadtbildprägende Schlossanlage samt Nebengebäuden und Freiflächen ist ein herausragendes Zeugnis für die Stadt- und Siedlungsgeschichte von Isny. An der Erhaltung der Sachgesamtheit besteht aus wissenschaftlichen, künstlerischen und heimatgeschichtlichen Gründen ein besonderes öffentliches Interesse.“
Die Sachgesamtheit ist geschützt nach den §§ 2 und 28 Denkmalschutzgesetz von Baden-Württemberg.